# Paramacrocera brevicornis
Paramacrocera brevicornis är en tvåvingeart som beskrevs av Edwards 1927. Paramacrocera brevicornis ingår i släktet Paramacrocera och familjen platthornsmyggor. Inga underarter finns listade i Catalogue of Life.